# فرودگاه تاناکراس
فرودگاه تاناکراس (به انگلیسی: Tanacross Airport) یک فرودگاه غیرنظامی با کد یاتا TSG است که یک باند فرود آسفالت دارد و طول باند آن ۱۵۵۴ متر است. این فرودگاه در کشور ایالات متحده آمریکا قرار دارد.